# Großer Preis von Ungarn 2022
Der Große Preis von Ungarn 2022 (offiziell Formula 1 Aramco Magyar Nagydíj 2022) fand am 31. Juli auf dem Hungaroring in Mogyoród statt und war das 13. Rennen der Formel-1-Weltmeisterschaft 2022.

## Bericht

### Hintergründe
Nach dem Großen Preis von Frankreich führte Max Verstappen in der Fahrerwertung mit 63 Punkten vor Charles Leclerc und mit 80 Punkten vor Sergio Pérez. In der Konstrukteurswertung führte Red Bull mit 82 Punkten vor Ferrari und mit 126 Punkten vor Mercedes.
Lance Stroll, Verstappen (jeweils sieben), Yuki Tsunoda, Fernando Alonso, Pierre Gasly, Alexander Albon (jeweils sechs), Esteban Ocon (vier), Valtteri Bottas, George Russell (jeweils drei), Lewis Hamilton, Kevin Magnussen, Daniel Ricciardo (jeweils zwei), Pérez, Zhou Guanyu und Nicholas Latifi (jeweils einer) gingen mit Strafpunkten ins Wochenende. Dazu gingen Tsunoda (vier), Carlos Sainz jr. (drei), Stroll, Gasly (jeweils zwei), Albon, Vettel, Ocon, Ricciardo, Alonso und Zhou (jeweils eine) mit Verwarnungen ins Wochenende.
Mit Hamilton (achtmal), Sebastian Vettel (zweimal), Ricciardo, Alonso und Ocon (jeweils einmal) traten fünf ehemalige Sieger zu diesem Grand Prix an.
Als Rennkommissare für dieses Rennwochenende fungierten Nish Shetty (SGP), Matt Selley (AUS), Derek Warwick (GBR) und Lajos Herczeg (HUN).

### Training
Im ersten freien Training fuhr Sainz jr. in 1:18,750 Minuten die Bestzeit vor Verstappen und Leclerc.
Im zweiten freien Training war Leclerc mit einer Rundenzeit von 1:18,445 Minuten Schnellster vor Lando Norris und Sainz jr.
Latifi erzielte im dritten freien Training mit 1:41,480 Minuten die Bestzeit vor Leclerc und Albon. Das verregnete Training wurde nach einem Unfall von Vettel kurzzeitig unterbrochen.

### Qualifying
Das Qualifying bestand aus drei Teilen mit einer Nettolaufzeit von 45 Minuten. Im ersten Qualifying-Segment (Q1) hatten die Fahrer 18 Minuten Zeit, um sich für das Rennen zu qualifizieren. Alle Fahrer, die im ersten Abschnitt eine Zeit erzielten, die maximal 107 Prozent der schnellsten Rundenzeit betrug, qualifizierten sich für den Grand Prix. Die besten 15 Fahrer erreichten den nächsten Teil. Verstappen war Schnellster. Vettel, die beiden AlphaTauri-Piloten sowie die beiden Williams-Piloten schieden aus.
Der zweite Abschnitt (Q2) dauerte 15 Minuten. Die schnellsten zehn Piloten qualifizierten sich für den dritten Teil des Qualifyings. Erneut war Verstappen Schnellster. Die beiden Haas-Piloten, Stroll, Pérez und Guanyu schieden aus.
Der letzte Abschnitt (Q3) ging über eine Zeit von zwölf Minuten, in denen die ersten zehn Startpositionen vergeben wurden. Russell fuhr mit einer Rundenzeit von 1:17,377 Minuten die Bestzeit vor Sainz jr. und Leclerc. Es war die erste Pole-Position für Russell in der Formel-1-Weltmeisterschaft.

### Rennen
Erste Spannung kam bereits vor dem Start auf, da Regen angesagt war und die Fahrer auf der Formationsrunde einzelne Regentropfen meldeten. Der große Regen blieb jedoch aus. Russell konnte seine Führung beim Start vor Sainz jr. behaupten. Auch die weiteren Plätze dahinter blieben unverändert, lediglich Hamilton konnte sich mit einem guten Start auf Platz 5 verbessern. Bereits kurz nach dem Start gab es eine virtuelle-Safety-Car-Phase, da Vettel und Albon kollidierten und Teile auf der Strecke lagen. In Runde 3 wurde das Rennen wieder freigegeben, Russell konnte seine Führung erneut behaupten.
In Runde 17 begannen die Boxenstopps der Führungsgruppe. In Runde 27 startete Leclerc seinen ersten Angriff auf Russell, die Führung übernahm er jedoch erst in Runde 31. In der 39. Runde kam die Führungsgruppe dann zum zweiten Stopp. Auch Russell kam zum Stopp, was ihn hinter die Red Bull-Piloten brachte. Verstappen war aufgrund der fehlenden Temperatur in Leclercs harten Reifen deutlich schneller, wodurch er ihn in der 41. Runde überholen konnte. Verstappen drehte sich in Runde 42, wodurch Leclerc zunächst Verstappen wieder überholen konnte. Drei Runden später überholte Verstappen Leclerc in Kurve 3. In Runde 55 fuhr Leclerc erneut in die Box um auf den Soft-Reifen zu wechseln, was ihn auf den sechsten Rang zurückwarf. Hamilton als schnellster Fahrer im Feld auf Platz 4 nahm die Verfolgung auf und konnte schnell Sainz jr. und Russell überholen. In Runde 67 löste ein ausrollender Bottas noch eine weitere VSC-Phase aus, die eine Runde vor Schluss endete. Ein leicht zunehmender Regen am Ende des Rennens hatte keine größeren Auswirkungen.
Verstappen gewann das Rennen vor Hamilton und Russell. Die weiteren Punkteränge belegten Sainz jr., Pérez, Leclerc, Norris, Alonso, Ocon und Vettel. Die schnellste Rennrunde erzielte Hamilton, wofür er einen zusätzlichen WM-Punkt erhielt.
In der Fahrer- und Konstrukteurswertung blieben die ersten drei Plätze unverändert.

## Meldeliste
| Team                                  | Nr. | Fahrer           | Chassis                           | Motor                             | Reifen |
| ------------------------------------- | --- | ---------------- | --------------------------------- | --------------------------------- | ------ |
| Oracle Red Bull Racing                | 01  | Max Verstappen   | Red Bull Racing RB18              | Red Bull RBPTH001                 | P      |
| Oracle Red Bull Racing                | 11  | Sergio Pérez     | Red Bull Racing RB18              | Red Bull RBPTH001                 | P      |
| Mercedes-AMG Petronas F1 Team         | 63  | George Russell   | Mercedes-AMG F1 W13 E Performance | Mercedes-AMG F1 M13 E Performance | P      |
| Mercedes-AMG Petronas F1 Team         | 44  | Lewis Hamilton   | Mercedes-AMG F1 W13 E Performance | Mercedes-AMG F1 M13 E Performance | P      |
| Scuderia Ferrari                      | 16  | Charles Leclerc  | Ferrari F1-75                     | Ferrari 066/7                     | P      |
| Scuderia Ferrari                      | 55  | Carlos Sainz jr. | Ferrari F1-75                     | Ferrari 066/7                     | P      |
| McLaren F1 Team                       | 03  | Daniel Ricciardo | McLaren MCL36                     | Mercedes-AMG F1 M13 E Performance | P      |
| McLaren F1 Team                       | 04  | Lando Norris     | McLaren MCL36                     | Mercedes-AMG F1 M13 E Performance | P      |
| BWT Alpine F1 Team                    | 14  | Fernando Alonso  | Alpine A522                       | Renault E-Tech RE22               | P      |
| BWT Alpine F1 Team                    | 31  | Esteban Ocon     | Alpine A522                       | Renault E-Tech RE22               | P      |
| Scuderia AlphaTauri                   | 10  | Pierre Gasly     | AlphaTauri AT03                   | Red Bull RBPTH001                 | P      |
| Scuderia AlphaTauri                   | 22  | Yuki Tsunoda     | AlphaTauri AT03                   | Red Bull RBPTH001                 | P      |
| Aston Martin Aramco Cognizant F1 Team | 18  | Lance Stroll     | Aston Martin AMR22                | Mercedes-AMG F1 M13 E Performance | P      |
| Aston Martin Aramco Cognizant F1 Team | 05  | Sebastian Vettel | Aston Martin AMR22                | Mercedes-AMG F1 M13 E Performance | P      |
| Williams Racing                       | 23  | Alexander Albon  | Williams FW44                     | Mercedes-AMG F1 M13 E Performance | P      |
| Williams Racing                       | 06  | Nicholas Latifi  | Williams FW44                     | Mercedes-AMG F1 M13 E Performance | P      |
| Alfa Romeo F1 Team ORLEN              | 77  | Valtteri Bottas  | Alfa Romeo C42                    | Ferrari 066/7                     | P      |
| Alfa Romeo F1 Team ORLEN              | 24  | Zhou Guanyu      | Alfa Romeo C42                    | Ferrari 066/7                     | P      |
| Haas F1 Team                          | 20  | Kevin Magnussen  | Haas VF-22                        | Ferrari 066/7                     | P      |
| Haas F1 Team                          | 47  | Mick Schumacher  | Haas VF-22                        | Ferrari 066/7                     | P      |

## Klassifikationen

### Qualifying
| Pos.                                                                      | Fahrer           | Konstrukteur                 | Q1       | Q2       | Q3       | Start |
| ------------------------------------------------------------------------- | ---------------- | ---------------------------- | -------- | -------- | -------- | ----- |
| 01                                                                        | George Russell   | Mercedes                     | 1:18,407 | 1:18,154 | 1:17,377 | 01    |
| 02                                                                        | Carlos Sainz jr. | Ferrari                      | 1:18,434 | 1:17,946 | 1:17,421 | 02    |
| 03                                                                        | Charles Leclerc  | Ferrari                      | 1:18,806 | 1:17.768 | 1:17.567 | 03    |
| 04                                                                        | Lando Norris     | McLaren-Mercedes             | 1:18.653 | 1:18,121 | 1:17,769 | 04    |
| 05                                                                        | Esteban Ocon     | Alpine-Renault               | 1:18,866 | 1:18,216 | 1:18,018 | 05    |
| 06                                                                        | Fernando Alonso  | Alpine-Renault               | 1:18,716 | 1:17,904 | 1:18,078 | 06    |
| 07                                                                        | Lewis Hamilton   | Mercedes                     | 1:18,374 | 1:18,035 | 1:18,142 | 07    |
| 08                                                                        | Valtteri Bottas  | Alfa Romeo-Ferrari           | 1:18,935 | 1:18,445 | 1:18,157 | 08    |
| 09                                                                        | Daniel Ricciardo | McLaren-Mercedes             | 1:18,775 | 1:18,198 | 1:18,379 | 09    |
| 10                                                                        | Max Verstappen   | Red Bull Racing-RBPT         | 1:18,509 | 1:17,703 | 1:18,823 | 10    |
| 11                                                                        | Sergio Pérez     | Red Bull Racing-RBPT         | 1:19,118 | 1:18,516 | –        | 11    |
| 12                                                                        | Zhou Guanyu      | Alfa Romeo-Ferrari           | 1:18,973 | 1:18,573 | –        | 12    |
| 13                                                                        | Kevin Magnussen  | Haas-Ferrari                 | 1:18,993 | 1:18,825 | –        | 13    |
| 14                                                                        | Lance Stroll     | Aston Martin Aramco-Mercedes | 1:19,205 | 1:19,137 | –        | 14    |
| 15                                                                        | Mick Schumacher  | Haas-Ferrari                 | 1:19,164 | 1:19,202 | –        | 15    |
| 16                                                                        | Yuki Tsunoda     | AlphaTauri-RBPT              | 1:19,240 | –        | –        | 16    |
| 17                                                                        | Alexander Albon  | Williams-Mercedes            | 1:19,256 | –        | –        | 17    |
| 18                                                                        | Sebastian Vettel | Aston Martin Aramco-Mercedes | 1:19,273 | –        | –        | 18    |
| 19                                                                        | Pierre Gasly     | AlphaTauri-RBPT              | 1:19,572 | –        | –        | 19    |
| 20                                                                        | Nicholas Latifi  | Williams-Mercedes            | 1:19,570 | –        | –        | 20    |
| 107-Prozent-Zeit: 1:23,680 min (bezogen auf Q1-Bestzeit von 1:18,374 min) |                  |                              |          |          |          |       |

### Rennen
| Pos. | Fahrer           | Konstrukteur                 | Runden | Stopps | Zeit        | Start | Schnellste Runde |
| ---- | ---------------- | ---------------------------- | ------ | ------ | ----------- | ----- | ---------------- |
| 01   | Max Verstappen   | Red Bull Racing-RBPT         | 70     | 2      | 1:39:35,912 | 10    | 1:22.126 (45.)   |
| 02   | Lewis Hamilton   | Mercedes                     | 70     | 2      | + 7,834     | 07    | 1:21.386 (57.)   |
| 03   | George Russell   | Mercedes                     | 70     | 2      | + 12,337    | 01    | 1:22.766 (57.)   |
| 04   | Carlos Sainz jr. | Ferrari                      | 70     | 2      | + 14,579    | 02    | 1:22.000 (51.)   |
| 05   | Sergio Pérez     | Red Bull Racing-RBPT         | 70     | 2      | + 15,688    | 11    | 1:21.940 (44.)   |
| 06   | Charles Leclerc  | Ferrari                      | 70     | 3      | + 16,047    | 03    | 1:21.622 (57.)   |
| 07   | Lando Norris     | McLaren-Mercedes             | 70     | 2      | + 1:18,300  | 05    | 1:23.043 (47.)   |
| 08   | Fernando Alonso  | Alpine-Renault               | 69     | 1      | + 1 Runde   | 06    | 1:23.979 (47.)   |
| 09   | Esteban Ocon     | Alpine-Renault               | 69     | 1      | + 1 Runde   | 05    | 1:24.149 (60.)   |
| 10   | Sebastian Vettel | Aston Martin Aramco-Mercedes | 69     | 2      | + 1 Runde   | 18    | 1:22.824 (51.)   |
| 11   | Lance Stroll     | Aston Martin Aramco-Mercedes | 69     | 2      | + 1 Runde   | 14    | 1:22.437 (51.)   |
| 12   | Pierre Gasly     | AlphaTauri-RBPT              | 69     | 2      | + 1 Runde   | Box   | 1:23.199 (58.)   |
| 13   | Zhou Guanyu      | Alfa Romeo-Ferrari           | 69     | 2      | + 1 Runde   | 12    | 1:22.029 (58.)   |
| 14   | Mick Schumacher  | Haas-Ferrari                 | 69     | 2      | + 1 Runde   | 15    | 1:23.151 (50.)   |
| 15   | Daniel Ricciardo | McLaren-Mercedes             | 69     | 2      | + 1 Runde   | 09    | 1:23.654 (63.)   |
| 16   | Kevin Magnussen  | Haas-Ferrari                 | 69     | 3      | + 1 Runde   | 13    | 1:23.511 (37.)   |
| 17   | Alexander Albon  | Williams-Mercedes            | 69     | 3      | + 1 Runde   | 17    | 1:23.047 (43.)   |
| 18   | Nicholas Latifi  | Williams-Mercedes            | 69     | 3      | + 1 Runde   | 19    | 1:22.478 (60.)   |
| 19   | Yuki Tsunoda     | AlphaTauri-RBPT              | 68     | 3      | + 2 Runde   | 16    | 1:23.538 (58.)   |
| 20   | Valtteri Bottas  | Alfa Romeo-Ferrari           | 65     | 1      | DNF         | 08    | 1:24.002 (60.)   |

Anmerkungen
1. ↑  Ricciardo wurde 13., erhielt aber aufgrund einer Kollision mit Stroll eine Zeitstrafe von fünf Sekunden.

## WM-Stände nach dem Rennen
Die ersten zehn des Rennens bekamen 25, 18, 15, 12, 10, 8, 6, 4, 2 bzw. 1 Punkt(e). Zusätzlich gab es einen Punkt für die schnellste Rennrunde, da der Fahrer unter den ersten Zehn landete.

### Fahrerwertung
| Pos. | Fahrer           | Konstrukteur         | Punkte |
| ---- | ---------------- | -------------------- | ------ |
| 01   | Max Verstappen   | Red Bull Racing-RBPT | 258    |
| 02   | Charles Leclerc  | Ferrari              | 178    |
| 03   | Sergio Pérez     | Red Bull Racing-RBPT | 173    |
| 04   | George Russell   | Mercedes             | 158    |
| 05   | Carlos Sainz jr. | Ferrari              | 156    |
| 06   | Lewis Hamilton   | Mercedes             | 146    |
| 07   | Lando Norris     | McLaren-Mercedes     | 76     |
| 08   | Esteban Ocon     | Alpine-Renault       | 58     |
| 09   | Valtteri Bottas  | Alfa Romeo-Ferrari   | 46     |
| 10   | Fernando Alonso  | Alpine-Renault       | 41     |
| 11   | Kevin Magnussen  | Haas-Ferrari         | 22     |

| Pos. | Fahrer           | Konstrukteur                 | Punkte |
| ---- | ---------------- | ---------------------------- | ------ |
| 12   | Daniel Ricciardo | McLaren-Mercedes             | 19     |
| 13   | Pierre Gasly     | AlphaTauri-RBPT              | 16     |
| 14   | Sebastian Vettel | Aston Martin Aramco-Mercedes | 16     |
| 15   | Mick Schumacher  | Haas-Ferrari                 | 12     |
| 16   | Yuki Tsunoda     | AlphaTauri-RBPT              | 11     |
| 17   | Zhou Guanyu      | Alfa Romeo-Ferrari           | 5      |
| 18   | Lance Stroll     | Aston Martin Aramco-Mercedes | 4      |
| 19   | Alexander Albon  | Williams-Mercedes            | 3      |
| 20   | Nicholas Latifi  | Williams-Mercedes            | 0      |
| 21   | Nico Hülkenberg  | Aston Martin Aramco-Mercedes | 0      |

### Konstrukteurswertung
| Pos. | Konstrukteur         | Punkte |
| ---- | -------------------- | ------ |
| 1    | Red Bull Racing-RBPT | 431    |
| 2    | Ferrari              | 334    |
| 3    | Mercedes             | 304    |
| 4    | Alpine-Renault       | 99     |
| 5    | McLaren-Mercedes     | 95     |

| Pos. | Konstrukteur                 | Punkte |
| ---- | ---------------------------- | ------ |
| 06   | Alfa Romeo-Ferrari           | 51     |
| 07   | Haas-Ferrari                 | 34     |
| 08   | AlphaTauri-RBPT              | 27     |
| 09   | Aston Martin Aramco-Mercedes | 20     |
| 10   | Williams-Mercedes            | 3      |